# Las Mesas Huitzizilapan
Las Mesas Huitzizilapan, även känd som Barrio el Rancho är ett samhälle i kommunen Lerma i delstaten Mexiko i Mexiko. Orten hade 580 invånare vid folkräkningen år 2020.